# 2990 Trimberger
2990 Trimberger (1981 EN27) là một tiểu hành tinh vành đai chính được phát hiện ngày 2 tháng 3 năm 1981 bởi S. J. Bus ở Siding Spring.